# Philippe Carles
Philippe Carles (Algeri, 2 marzo 1941 – 14 ottobre 2023) è stato un giornalista, critico musicale e produttore discografico francese.

## Biografia
Nel 1958 intraprese gli studi di medicina e in quel periodo conobbe Jean-Louis Comolli. Dal 1962 lavorò come giornalista e scrisse per la rivista parigina Jazz Magazine, di cui diventò caporedattore nel 1971, rimanendovi fino al 2006. Nel contempo fino al 2008 fu anche produttore musicale e presentatore per la radio France Musique nel settore jazz.

## Pubblicazioni
- Philippe Carles, Frank Ténot: Dictionaire du jazz Larousse: Paris 1971 in italiano Dizionario del jazz, Mondadori, Milano
- Philippe Carles, Jean-Louis Comolli: Free Jazz/Black Power Champ libre: Paris 1971 (dt. 1974)
- Philippe Carles, Frank Ténot: Le jazz Larousse/Encyclopoche: Paris 1977
- Herman Leonard, Francis Paudras e Philippe Carles: L'oeil du jazz. Filipacchi: Paris 1985
- Jean Paul Brun, Philippe Carles: Jazzmen 1979 - 1991. Erti 1991
- Philippe Carles, André Clergeat, Jean-Louis Comolli: Le nouveau dictionnaire du jazz. R. Laffont: Paris 2011 ISBN 9782221078228
- Philippe Carles, André Clergeat: Jazz, les incontournables Filipacchi: Paris 1990